# Uadai
Uadai (em árabe: وداي; Wadāy; em francês: Ouaddaï) é uma das 23 províncias do Chade, sendo Abéché a sua capital. 

## Demografia
O recenseamento do Chade de 2009 indicou uma população de 721 166 habitantes para Uadai. Os grupos étnico-linguísticos principais são os assangoris, bagaras (geralmente falantes do árabe chadiano), dar sila dajus, kajakses, carangas, quendejes, mabas (incluindo o subgrupo marfas), mararites, massalites e surbacais.